# 余蔚英
余蔚英（1909年8月—1963年6月），广东台山人，食品工程学专业三级教授。

## 生平
1935年，获得日本政府以义和团事件赔偿金设立的对支文化事业特选留学生学费补给制度提供奖金，在东京农业大学学习农业。1937年，以农学士身份发表关于广东造酒相关的微生物研究论文（论广东造酒所用土壤）和（广东产酒类和发酵菌类的相关研究）。
毕业后返国，任国立中山大学农化系系主任。期间曾对酱油酿造进行实验研究，并成功制得高质量的酱油曲，于1947年在广州投入工业化生产。
1952年中国高校院系调整时调入华南工学院（现华南理工大学），获评定为三级教授，主要研究微生物学、食品工程、发酵工程。1960年12月，被增选为第二届广东省政协委员。

## 著作
- 教材
  - 食品微生物学[8]
  - 食品微生物学实验法[9]